# نهر مشوشيم
مجرى المشوشيم (بالعبرية: נחל משושים، "المجرى السداسي"، بالعربية: وادي الهوى/الفاخورة/الزكي) هو جزء من محمية غابة اليهودية الطبيعية [الإنجليزية] في مرتفعات الجولان. يبلغ طوله 35 كم، ويبدأ من سفوح جبل أفيتال ويصب عبر وادي بيت صيدا [الإنجليزية] في بحيرة طبريا.
يرجع الفضل في اسم التيار إلى أعمدة البازلت السداسية المرئية على الضفاف في الجزء المركزي من مساره. ومن الأمثلة البارزة على هذا النوع من الجيولوجيا والجاذبية السياحية حوض السداسي [الإنجليزية].
من بين العديد من الروافد من منطقة تصريف البخار التي تبلغ مساحتها 160 كيلومترًا مربعًا، أبرزهاتيار زافيتان وتيار كاتسرين المتقطع.